# Хора за етично отношение към животните
 Тази статия е за организацията.  За задната част на ходилото вижте пета.  За десетичната представка вижте пета-.
Хора за етично отношение към животните, PETA (на английски: People for the Ethical Treatment of Animals, букв. „хора за етично третиране на животните“) е организация за защита на правата на животните, основана през 1980 година в Норфолк, Вирджиния, САЩ. Главният офис на организацията се намира в Норфолк, другите ѝ представителства са във Великобритания, Германия, Нидерландия, Индия и Азиатско-Тихоокеанския регион.
В основата на зоопринципите на организацията лежи убеждението, че животните имат права и заслужават техните основни интереси да бъдат взимани предвид, независимо от това дали те носят или не полза на хората. По убеждение на привържениците на организацията, животните са способни да страдат. Следователно, хората нямат право да ги използват за храна, облекло, развлечения, експерименти и всякакви други цели.

## История
PETA е основана през 1980 година. Основните принципи, върху които организацията акцентира, е изключване консумацията на месо, носенето на кожи и използване на животните с цел добиване на кожа, експлоатирането на животни и неправомерно забавление с животни.

## Постижения
- Спиране на дисекции в училище в Ню Мексико
- Закриване на лаборатории за експерименти за животни

## Организация
PETA е най-голямата организация за правата на животните в света, с повече от 6,5 милиона членове и поддръжници. PETA фокусира вниманието си върху четири области с най-голям брой страдащи животни:
- лаборатории
- хранително-вкусовата промишленост
- търговията с облекло
- развлекателната индустрия.

Също така работят срещу жестокото убиване на гризачи, птици и други животни, считани за „вредители“, както и жестокост към опитомени животни.

## Критика на организацията
Множество акции на организацията се посрещат с яростна критика, даже и от страна на защитници на животните. Така например, когато PETA обвинява убития от скат Стив Ъруин в измъчване на животни, много хора се противопоставят на организацията. Подобна реакция последва обвиненията към анимационния филм „Играта на играчките: Пътешествието“, че пропагандирал жестоко отношение към животните.

## Личности, подкрепящи PETA
- Райс Агейнст
- Натали Портман
- Памела Андерсън
- Парис Хилтън
- Пинк
- Джъстин Бийбър
- Пенелопе Круз